# Gustaaf van de Wall Perné
Gustaaf Frederik 'Gust.' van de Wall Perné (Apeldoorn, 18 mei 1877 - Amsterdam, 27 december 1911) was een Nederlands schilder, illustrator, boekbandontwerper en schrijver.
Gust. van de Wall Perné vond zijn inspiratie in de natuur van de Veluwe, rondom zijn geboorteplaats Apeldoorn. Tegelijkertijd nam hij actief deel aan het Amsterdamse kunstleven en was lid van een aantal kunstenaarskringen aldaar, zoals Sint Lucas. In zijn werk overheerst de natuur en haar samenhang met cultuur. Zijn schilder- en illustratiewerk wordt gerekend tot het naturalisme en symbolisme. Van de Wall Perné ontwierp tevens reformkleding en meubels en batikte. Hij was daarnaast actief op het gebied van volkskunde.

## Biografie
Gust. van de Wall Perné volgde zijn studie aan de Rijksnormaalschool voor tekenonderwijzers te Amsterdam. Meubelmaker en sierkunstenaar Willem Penaat studeerde ongeveer tegelijkertijd met Van de Wall Perné en kunstenaars als Gerrit Willem Dijsselhof, Jan Eisenloeffel en Egbert Schaap gingen hem voor.
Ook leerde hij hier zijn vrouw, Eugénie van Vooren (1873-1958), kennen. Zij werd eveneens sierkunstenares en docente. Na zijn afstuderen werkte hij een jaar lang (1898-1899) voor het atelier van Agathe Wegerif in Apeldoorn. Hij maakte batikontwerpen, die in de werkplaats uitgevoerd werden. Chris Lebeau en Johan Thorn Prikker waren er eveneens als ontwerper werkzaam. In 1899 wist Van de Wall Perné een vaste baan te verkrijgen als illustrator bij boekdrukkerij J.H. de Bussy & Co. te Amsterdam, waar hij tot 1904 werkzaam bleef. Hij vestigde zich nog in datzelfde jaar definitief in de hoofdstad. Firma De Bussy & Co. bezorgde de kunstenaar talloze opdrachten voor onder meer het ontwerpen van boekomslagen en illustraties.
In 1904 verliet Van de Wall Perné De Bussy om te gaan werken als docent kostuumkunde en tekenen aan de Toneelschool te Amsterdam. Deze functie zou hij tot zijn dood blijven uitoefenen. Zijn belangstelling voor kleding vond weerklank in de Vereeniging voor Verbetering van Vrouwenkleeding, een reformbeweging die zich bezighield met kleding voor de vrouw waarin zij zich vrij en gezond kon voelen.
In 1901 deed Gust. van de Wall Perné voor de eerste maal mee aan een tentoonstelling van kunstenaarsvereniging Sint Lucas. Van 1901 tot 1911 zou zijn werk op elke jaarlijkse Sint Lucas-expositie vertegenwoordigd zijn en hij zou ook bestuursfuncties gaan vervullen, wat opvallend was, aangezien zijn werk zelf niet altijd door modernisten gewaardeerd werd. Maar hoewel zijn schilderstijl tamelijk traditioneel was, waren zijn ideeën uitermate modern en kon hij zich in veel opzichten verenigen met de nieuwe richting in de kunst. In deze omgeving ontstond ook zijn contact met Mondriaan, die diens invloed zou ondervinden.
Zijn belangstelling voor de oude volksverhalen van de Veluwe kwam tot uiting in de bekende bundel Veluwsche Sagen.
Van de Wall Perné overleed op 34-jarige leeftijd aan loodvergiftiging.

## Werken

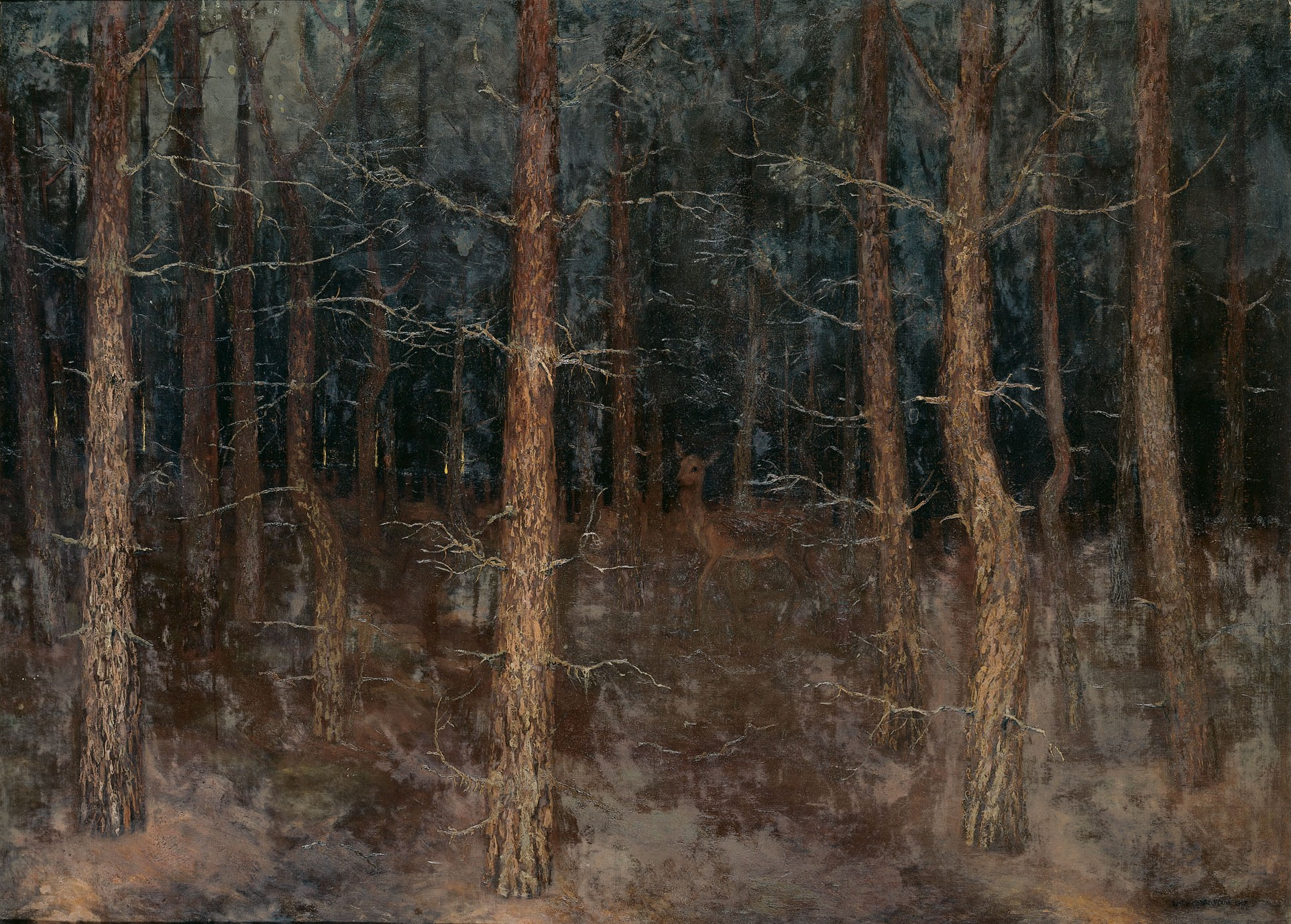
Mystieke paden (1907)
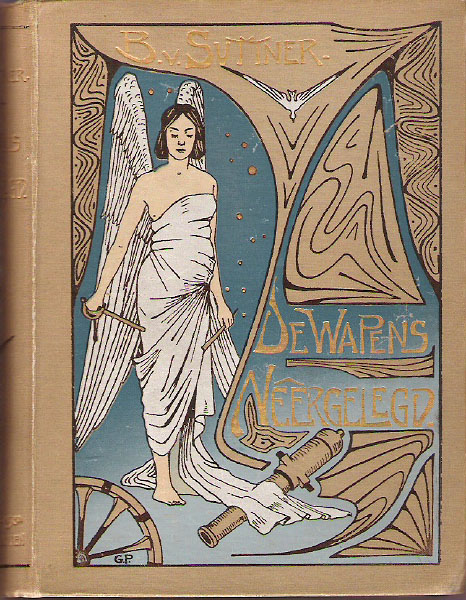
De wapens neergelegd (1900), Nederlandse vertaling van De wapens neergelegd van Bertha von Suttner
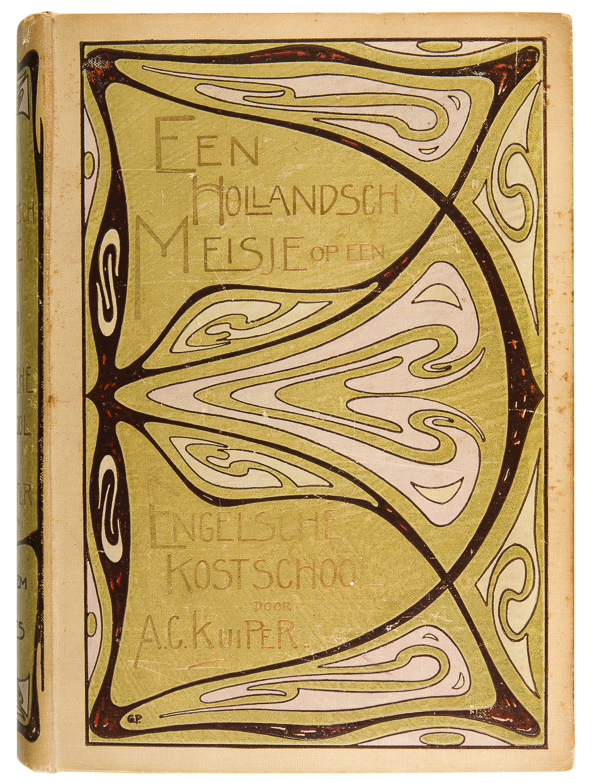
Een Hollands meisje op een Engelse kostschool (1902) van A. C. Kuiper
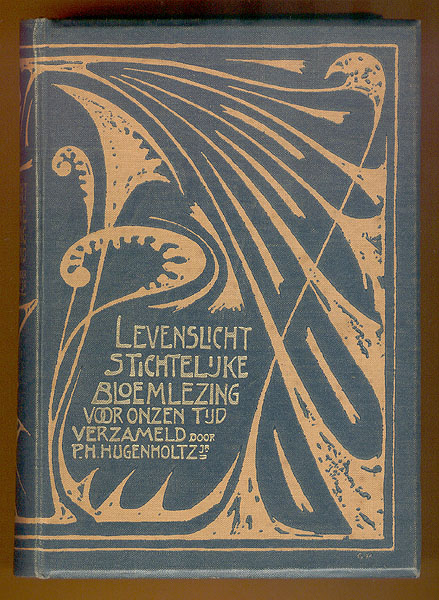
Levenslicht (4e druk, 1904) van P.H. Hugenholz jr
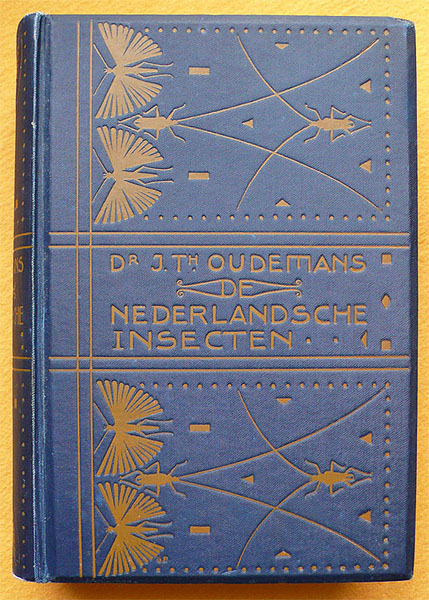
Nederlandsche insecten (2e druk 1908) van Johannes Theodorus Oudemans
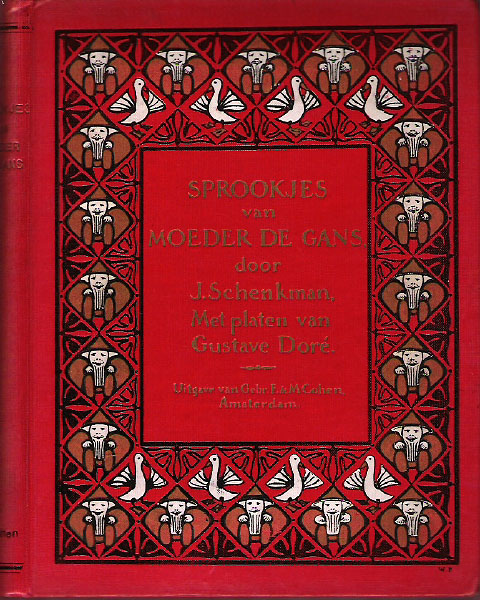
Sprookjes van Moeder de Gans bewerking van Jan Schenkman (Gebroeders E. & M. Cohen, ca. 1910)
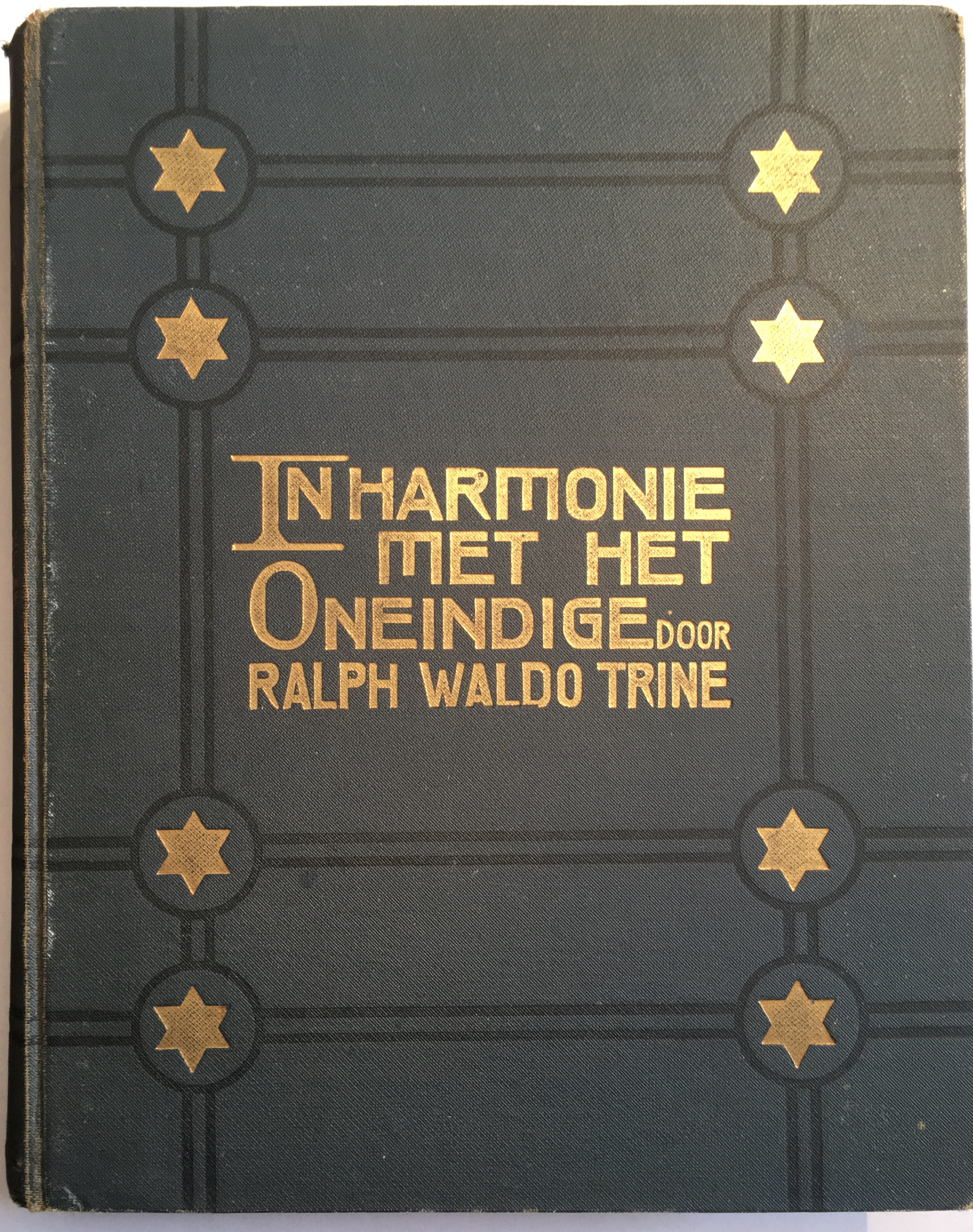
In harmonie met het oneindige (1913), Nederlandse vertaling van In Tune with the Infinite van de Amerikaanse filosoof Ralph Waldo Trine
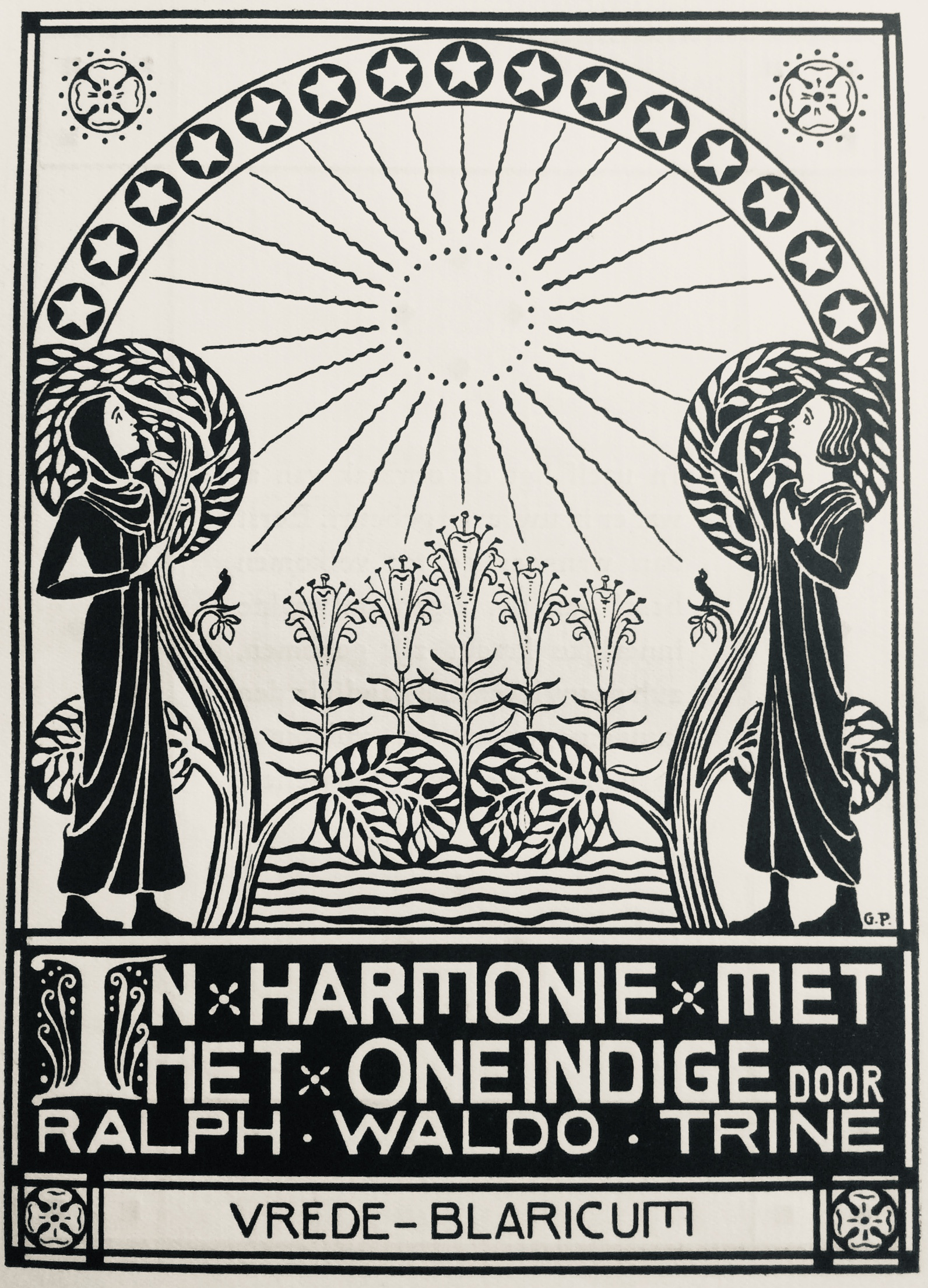
Illustratie uit het boek In harmonie met het oneindige (1913)